# Satirikon
Satirikon či Satyrikon (v latinském originále Satyricon) je dobrodružný román římského spisovatele Petronia. Hlavními hrdiny jsou mladíci Encolpius (ten děj vypráví ze svého pohledu) a Ascyltus, kteří soupeří o mladičkého Gitóna. Místy je doprovází básník Eumolpus. Spolu putují jižní Itálií a zažívají různá dobrodružství, často erotického rázu.

## Charakteristika
V textu se střídá próza s veršem. Román byl původně mnohem rozsáhlejší. Do našich dnů se dochovaly jen zlomky, z nich nejdelší je Hostina u Trimalchiona. Zlomky Satyrikonu se vyznačují velkým množstvím rukopisných variant. Na mnoha místech je text nevratně poškozen, jinde nabízí celou řadu protichůdných interpretací. Důvodem je mimo jiné i to, že při líčení zábavy propuštěnců na hostině u zbohatlíka Trimalchiona autor využívá jazyka nižších vrstev společnosti, který se jinak v literární latině objevuje jen zřídka.
Popisem Hostiny u Trimalchiona se inspirovala novověká šlechta při pořádání svých dvorských zábav. Nejslavnější banket podle Trimalchiona uspořádal na základě Leibnizova scénáře v roce 1702 hannoverský kurfiřt.

## Inspirace v umění
Dochovanými zlomky Satyrikonu se inspiroval italský neorealistický režisér Federico Fellini k natočení stejnojmenného filmu. Hostinou u Trimalchiona a jí inspirovanou zábavou na hannoverském dvoře roku 1702 se inspiruje inscenace Satyrikon s.r.ó/ Satyrikon Inc. unLtd., která vznikla na scéně pražského divadla Alfred ve dvoře v roce 2006.

## Česká vydání
- Petronius: Satirikon. Přeložil Karel Hrdina. Odeon, Praha 1970.

- Petronius: Satiricon. Přeložil Petr Šourek. Academia, Praha 2023.